# Visborg
Visborg – miasto w Danii, w regionie Jutlandia Północna, w gminie Mariagerfjord.